# Castello Moscati
Il castello Moscati è un palazzo signorile situato in località Trivio Granata (Casa Boccia) a Faiano della famiglia faianese Moscati. Inoltre il castello, in passato aveva grandi castagni, alti fino a trenta metri.

## Storia
I Moscati erano dei latifondisti, come la famiglia Morese molto attiva in quelle che oggi sono Sant'Antonio a Picenzia e Pontecagnano. I latifondi dei Moscati, si trovavano invece a ridosso dei Monti Picentini e della collina faianese

## Struttura
Il castello ha una pianta quadrata. Ha vari piani con una piccola torre ed un chiostro centrale. Il castello è recintato da una grande fortezza con tante piccole torri.